# Hanuš Domanský
Hanuš Domanský (* 1. März 1944 in Nový Hrozenkov; † 19. Oktober 2021 in Senec) war ein slowakischer Komponist.

## Leben
Im unmittelbar an der slowakisch-mährischen Grenze gelegenen, zu Tschechien gehörenden Nový Hrozenkov (zu Deutsch Neu Hrosenkau, 1939–1945 Neu Traubendorf) geboren, studierte Hanuš Domanský 1962–1965 am Konservatorium in Brünn Klavier bei Jaroslav Sháněl und Komposition als Wahlfach bei Ján Duchoň. Anschließend ging er nach Bratislava, wo er 1965–1970 den Kompositionsunterricht bei Dezider Kardoš an der Akademie der Darstellenden Künste, der nunmehrigen Hochschule für Musische Künste Bratislava (Vysoká škola múzických umení v Bratislave – VŠMU), fortsetzte und mit dem Oratorium Fiat lux und dem Concertino piccolo abschloss. 1970–1975 arbeitete er für die staatliche slowakische Künstleragentur Slovkoncert als stellvertretender Leiter der Konzertabteilung. 1975–1990 war er Chefredakteur in der Musikabteilung des Tschechoslowakischen Rundfunks in Bratislava. Nach den strukturellen Änderungen, die im Zuge der Samtenen Revolution ab Ende 1989 erfolgten, setzte er diese Tätigkeit als Chefredakteur für die Bereiche Symphonie, Oper und Kammermusik des Slowakischen Rundfunks fort. Neben diesen Berufen engagierte Domanský sich als Funktionär in Interessenvertretungen; so war er 1975–1983 Vorsitzender des slowakischen Komponistenverbandes und 1983–1988 des Slowakischen Musikfonds. Zudem hatte er für längere Zeit das Amt des Vorsitzenden des internationalen Rundfunkwettbewerbs Prix musical de Radio Brno inne.
Obwohl er bereits von Kindheit an eng mit der slowakischen Kultur in Berührung kam, war für Hanuš Domanský die Musik aus seiner ursprünglichen Heimat, der Mährischen Walachei, nicht minder wichtig. Prägend war für ihn das Schaffen der Tschechen Leoš Janáček und Bohuslav Martinů ebenso wie der Unterricht bei Dezider Kardoš in der Slowakei. Während er sich mit Strömungen der internationalen Moderne nur versuchsweise auseinandersetzte, fand er seine eigene Tonsprache in der Weiterentwicklung einer zeitgemäßen Tonalität, in der Melodik, rhythmische Akzentuierung und farbige Instrumentierung im Zentrum stehen. Schwerpunkte in seinem Schaffen waren verschiedenste Stücke für Kinder und eine Vielzahl an Bearbeitungen von Liedern und Tänzen der slowakischen Volksmusik, deren Elemente zum Teil auch in seine originalen Kompositionen einflossen.

## Preise und Auszeichnungen (Auswahl)
- 1970: Preis des Kompositionswettbewerbs des Slowakischen Kulturministeriums für Streichquartett
- 1976: Ján-Levoslav-Bella-Preis für Dianoia
- 1984: Preis des Verbandes slowakischer Komponisten und Konzertkünstler für Symphonie
- 1997: Preis der slowakischen Urheberrechtsgesellschaft SOZA[3] für das Jahr 1996 für Bagatellen

## Werke (Auswahl)

### Bühne
- Memento. Ballett nach Musik aus der Sinfonie (1979/1985)

### Solostimme(n), Chor und Orchester
- O zime (Über den Winter). Kantate nach Volkspoesie für Sprecher, Kinderchor und Orchester (1968)
- Fiat lux. Oratorium für Sprecher, Sopran, gemischten Chor und Orchester (1970)
- Vianočné mystérium (Weihnachtsmysterium) nach Volkspoesie für Soli, gemischten Chor und Orchester (1991)
- Vokalsinfonie für Sopran und Orchester (2012)
- Lamento für Bass und Orchester (1970)

### Orchester
- Concerto piccolo (1970)
- Sinfonie (1979)[4]
- Chvála zeme (Lobpreis des Landes/der Erde). Festouvertüre (1987)
- Entrée (2001)
- Nénia (Posledná pieseň) (Nänie. Das letzte Lied) (2004)

### Kammerorchester
- Divertimento. Suite im alten Stil
- Hudba (Musik) für Flöte, Harfe, Streicher und Schlagzeug (2007)
- Musica archaica (2009)
- Impressionen aus dem Javorník-Gebirge für Klarinette, Cimbalom und Streicher (2014)

### Soloinstrument und Orchester
- Konzert für Klavier und Orchester (1984)

### Duos und Kammermusik
- Deň v pionierskom tábore (Ein Tag im Pionierlager) für Trompete und Klavier
- Hudba pre tri nástroje (Musik für drei Instrumente) für Flöte, Bassklarinette und Trompete (1966)
- Musica giocosa für zwei Violinen und Klavier (1971)
- Streichquartett (mit Soloflöte) für Flöte und Streichquartett (1977)
- Ad libitum für Klarinette, Vibraphon, Schlagzeug und Klavier (1988)
- Pieseň bez slov – Tralalam (Lied ohne Worte). Kleiner musikalischer Scherz für Tuba und Klavier (2007)
- Hudobný prídavok (Musikalische Zugabe) (2008)
  - à la Ludwig van für Klarinette und Klavier
  - à la George G. für Klarinette und Klavier
  - à la Wolfgang Amadeus für Kontrabass und Klavier
  - à la Robert Sch. für Kontrabass und Klavier
  - à la Tommaso A. für Oboe und Klavier
  - à la Béla B. für Oboe und Klavier
  - à la Edvard Hagerup für Oboe und Klavier
  - à la papá Haydn. für Trompete und Klavier
  - à la Wolfgang Amadeus für Tuba und Klavier
  - à la Franz L. a Niccolo P. für Violine und Klavier
  - à la Robert Sch. für Violoncello und Klavier
- Šesť kusov (Sechs Stücke) für Violine und Klavier (2011)
- Streichquartett Nr. 2 (2014)
- Concerto grosso für zwei Klaviere und Schlagzeug (2015)

### Diverse Instrumente solo
- Dianoia für Violine (1972)
- Inno für Orgel (1972)
- Hudobný prídavok à la Johann Sebastian (Musikalische Zugabe) für Harfe (2008)
- Pour le flauto für Flöte (2010)

### Klavier solo
- Passacaglia (1966)
- Sonate (1967)
- Fragment sonáty (Fragment einer Sonate) (1977)[5]

- Bagatellen (1978)
- Dithyramby (Dithyramben) (1980)
- Miniaturen (1985)
- Večná pieseň (Ewiges Lied). Fantasie-Sonate (1998)
- Reč vtákov (Die Sprache der Vögel) (2005)
- Nostalgischer Salonwalzer (2007)
- Slovakofónia für Klavier und Kuhglocke (2010)
- Minútky. Konzertzugabenstücke (2012/2013)

### Solostimme und Klavier
- Šest’ piesní (Sechs Lieder) nach Texten von Josef Václav Sládek für Sopran und Klavier (1964)
- Son et lumière nach Worten von Zbigniew Bieńkowski für Sopran und Klavier (1969)
- Elegische Suite nach altägyptischer Dichtung, Paul Verlaine, Bella Achmadulina, Karl Krolow und Edith Södergran für Sopran und Klavier (1980)[6]

### Chor und Instrumente
- Štyri detské zbory (Vier Kinderchöre) nach Texten von Viktor Hujík für Kinderchor und Violine (1969)
- Neposlušné pesničky (Unfolgsame Lieder) nach Worten von Viktor Hujík für Kinderchor, Flöte und zwei Violinen (1971)
- Klapancie für gemischten Chor und Schlagzeug (1972)
- Optimistická (Optimistisch) nach Worten von Hanuš Domanský für Kinderchor und Klavier (1985)
- Hojana für Männerchor und Schlagzeug (1986)

### Chor a cappella
- Regrútske piesne (Rekrutenlieder) nach Volkspoesie für Männerchor (1978)
- Dve piesne z Gemera (Zwei Lieder aus Gemer) für Frauenchor und gemischten Chor a cappella (1983)
- Vokálky für Kinderchor (1984)
- Repetizioni für Männerchor (1997)
- Ave Maria für gemischten Chor (1998)

### Elektroakustik
- Chvála života (Lobpreis des Lebens) für Trompete und Elektronik (1988)
- Music for piano für zwei Klaviere und Elektronik (1992)

## Diskographie (Auswahl)
- Musica giocosa – Anna und Quido Hölbling (Violine), Ján Salay (Klavier) – auf: Nová skladateľská generácia (Opus, LP 1975)
- Sinfonie – Slowakische Philharmonie, Dirigent: Vladimír Verbickij – auf: Hanuš Domanský, Pavol Bagin, Ladislav Holoubek (Opus, LP 1983)
- Klapancie – Lehrerchor Bratislava, Leitung: Peter Hradil – auf: Miešaný zbor bratislavských učiteľov (Opus, LP 1984)
- Bagatellen, Dithyramby, Klapancie, Elegická suita – Magdaléna Blahušiaková (Sopran), Marian Lapšanský, Ida Černecká und Peter Toperczer (Klavier), Slovenskí madrigalisti, Dalibor Machek und Stanislav Mášik (Schlagzeug), Leitung: Ladislav Holásek – auf: Hanuš Domanský (Opus, LP 1985)
- Regrútske piesne, Kraviarky – Chor und Orchester SĽUK-u, Dirigent: Pavol Procházka – auf: Spevy nášho ľudu (Opus, LP 1987)
- Chvála zeme – Staatliche Philharmonie Brünn, Dirigent: Rudolf Krečmer – auf: Hanuš Domanský, Vladimír Bokes, Ilja Zeljenka, Jozef Podprocký (Opus, LP 1989)
- Chvála zeme, Musica nocturna – Sinfonieorchester des Tschechoslowakischen Rundfunks, Dirigenten: Marián Vach und Ondrej Lenárd – auf: Musica symphonica Slovaca (Slovak Radio Records, CD 1992)
- Vianočné mystérium – Solistinnen und Solisten: Anna Kováčová, František Urcikán, Valter Mikuš, Daniel Hlásny, Marián Čermák, Pavol Šimončič – Chor und Orchester SĽUK-u – Dirigent: Pavol Procházka – auf: Musica symphonica Slovaca (Radio Bratislavas, CD 1992)
- Dithyramby – Daniel Buranovský (Klavier) – auf Chamber Music 3 (Slowakischer Musikfonds, CD 1993)
- Dithyramby – Sabine Simon (Klavier) – auf Chamber Music 3 (Pool Musikvertrieb Berlin, CD 2002)
- Dve piesna z Gemera – Lúčnica Chor, Leitung: Peter Hradil – auf: The Best of Lúčnica Chorus (Musica, CD 2006)
- Dianoia – Milan Paľa (Violine) – auf: Violin Solo 3 – Milan Paľa (Pavlik Records, CD 2011)
- Fantasia cantabile – Miki Skuta (Klavier) – auf: Slovak Composers‘ Fifth Variations (Slovak Music Bridge, CD 2011)
- Elegische Suite – Klaudia Račić Derner (Sopran), Peter Pažický (Klavier) – auf: Klaudia Dernerová. Zo života ženy (Pavlík Records, CD 2017)